# Alonso Cano
Alonso Cano (19 de fevereiro de 1601 - 3 de setembro de 1667) foi um pintor, arquiteto e escultor espanhol nascido em Granada. Durante toda a sua vida foi um demandista e os duelos estiveram sempre na ordem do dia. Em que pese ter ganho grandes quantidades de dinheiro, sempre esteve endividado, chegando a ser preso, ainda que seu amigo Juan del Castillo lhe tenha pago as dívidas.
Suas obras foram uma mescla entre o maneirismo italiano e o barroco. Seus desenhos foram o que mais se destacou da sua obra. Em uma época na qual dominava o tenebrismo, foi capaz de ser colorista em seus trabalhos, como Zurbarán, Sánchez Cotán e João Batista Mayno. Como escultor, suas obras mais famosas são o retábulo de Nossa Senhora da Oliveira na Igreja de Lebrija e as figuras colossais de São Pedro e São Paulo.

## Biografia
Seu pai Miguel Cano, era um prestigioso fabricante de retábulos, com ele Alonso aprendeu as primeiras noções de desenho arquitetônico e de talha de madeira, muito cedo começa a descobrir o seu enorme talento. Em 1614 se transfere para Sevilha, onde aprende pintura com Francisco Pacheco del Río, mestre de Velazquez e escultura com Juan Martínez Montañés. Em 1624, dois anos de obter o título de Mestre Pintor, reliza o seu primeiro quadro, um São Francisco de Borja com a inconfundível marca de Pacheco. Foi durante muitos anos companheiro de Velazquez.
Em 1627 morre sua primeira esposa, Maria de Figueroa, aparentemente de parto. Em 1629 fez a sua obra mais grandiosa o Retábulo do Altar Maior da Igreja de Santa Maria de Lebrija (Sevilha). Outras de suas pinturas destacadas são: O Milagre do Poço, São Francisco de Borja e o Retábulo do Menino Jesus de Getafe. Volta a casar-se em 1631, com Magdalena de Uceda. Em 1638 muda-se para a capital, onde o Duque de Olivares o nomeou pintor de câmara. Esteve de passagem pela corte de Madri, onde teve contato com as coleções reais e a pintura veneziana do Século XVI.
Em 1644 sua esposa morreu assassinada, pelo que Alonso foi acusado do assassinato, entretanto não se lhe pode condenar por haver demonstrado sua inocência. Fugiu para  Valência com a intenção de fazer-se monge. Em 1652 foi para Granada onde obteve o cargo de "racionero" da Catedral, graças à colaboração de Filipe IV. Ali completou a decoração da Capela Maior. Não obstante tee constantes conflitos com os clérigos locais. Conseguiu pouco depois ser Mestre-mor da Catedral, pouco tempo depois desta nomeação veio a falecer. Foi enterrado na cripta da Catedral de Granada.

## Obras
- Virgem da Oliveira (1629)
- Imaculada do Facistol (1655 - 1656) na sacristía da Catedral de Granada.
- Virgem de Belém
- Busto de São Paulo
- Cabeça de São João de Deus
- Portada da Catedral de Granada

## Galeria

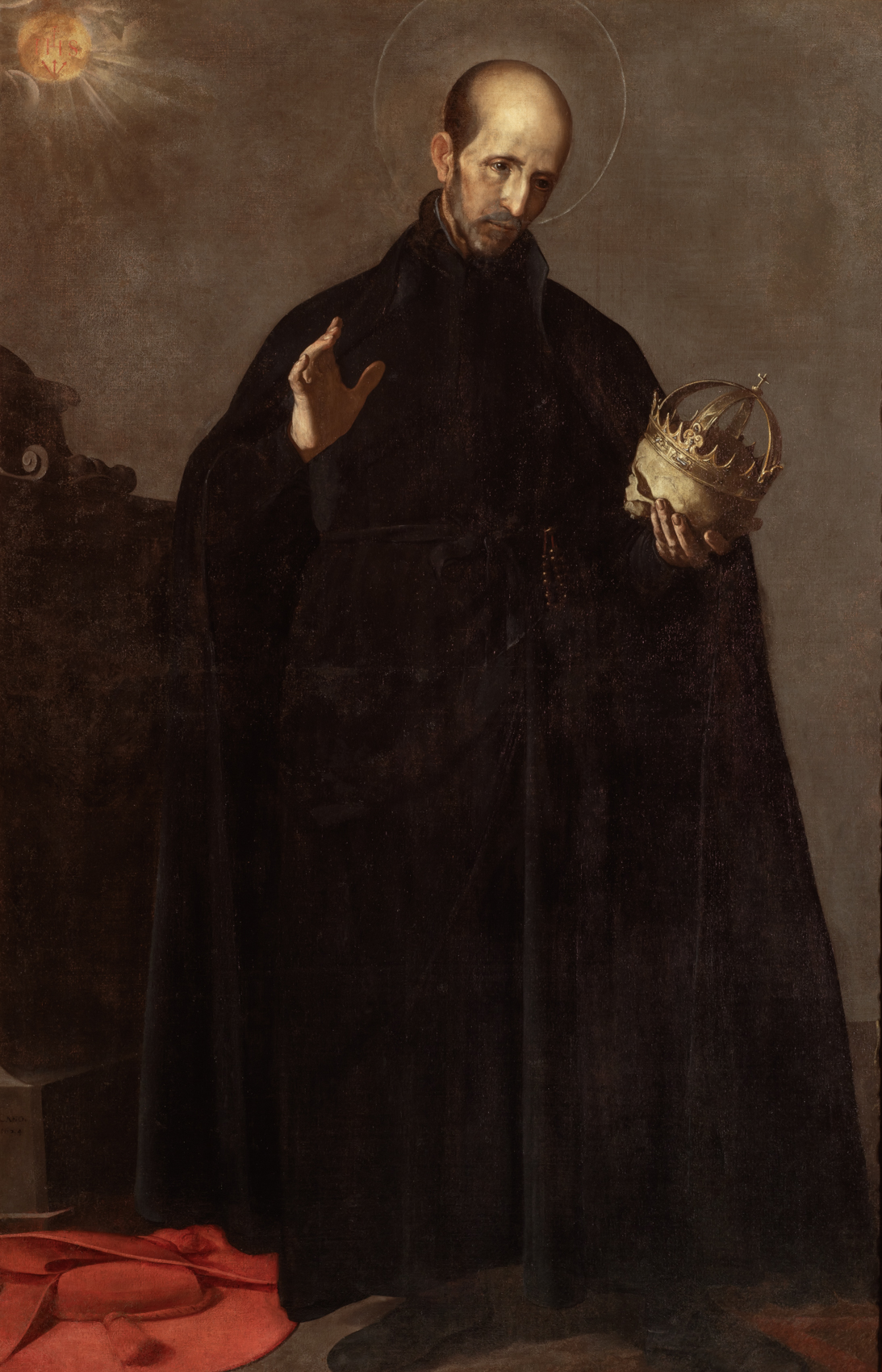
São Francisco de Borgia, Geral da Sociedade de Jesus
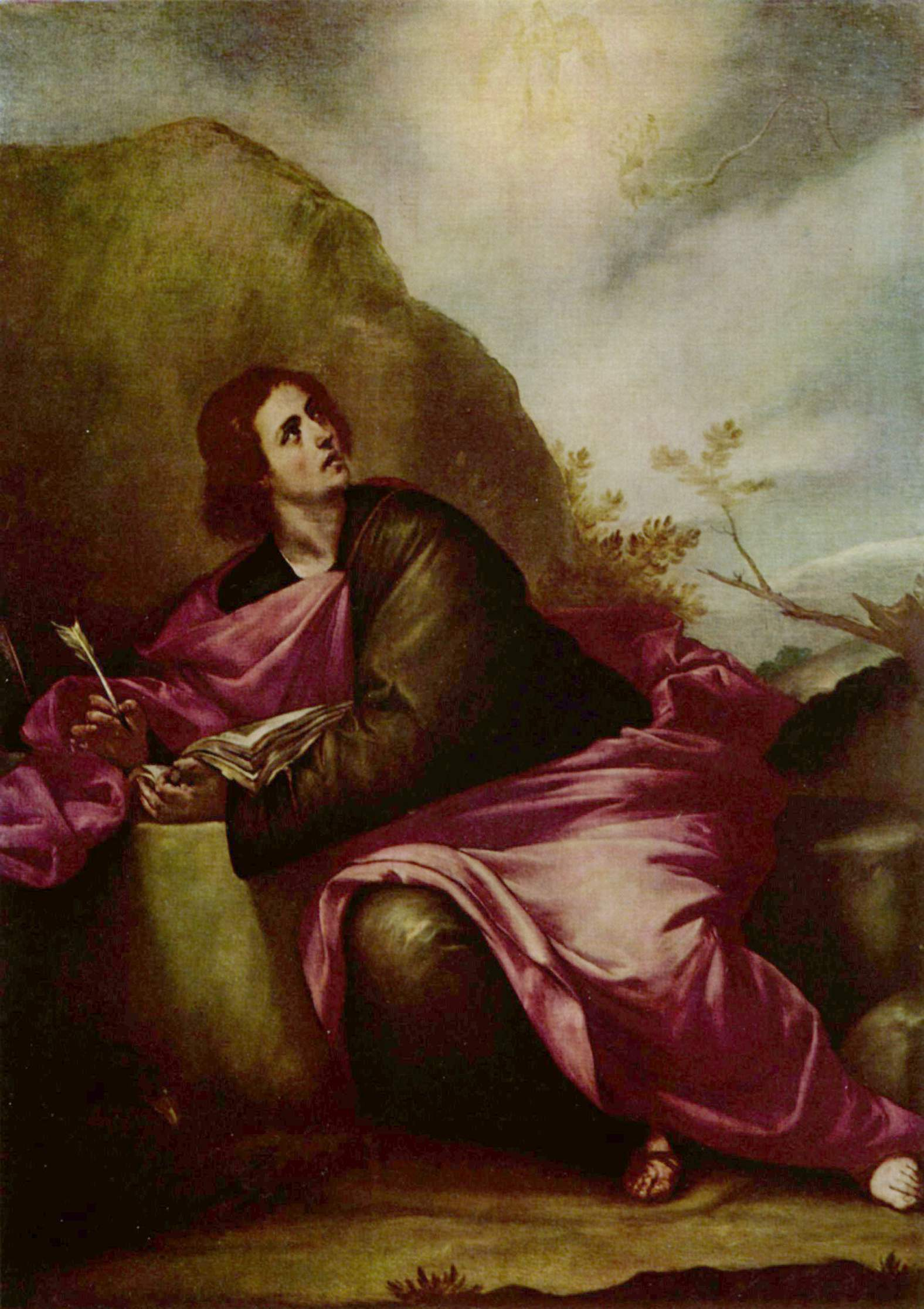
São João Evangelista em Patmos
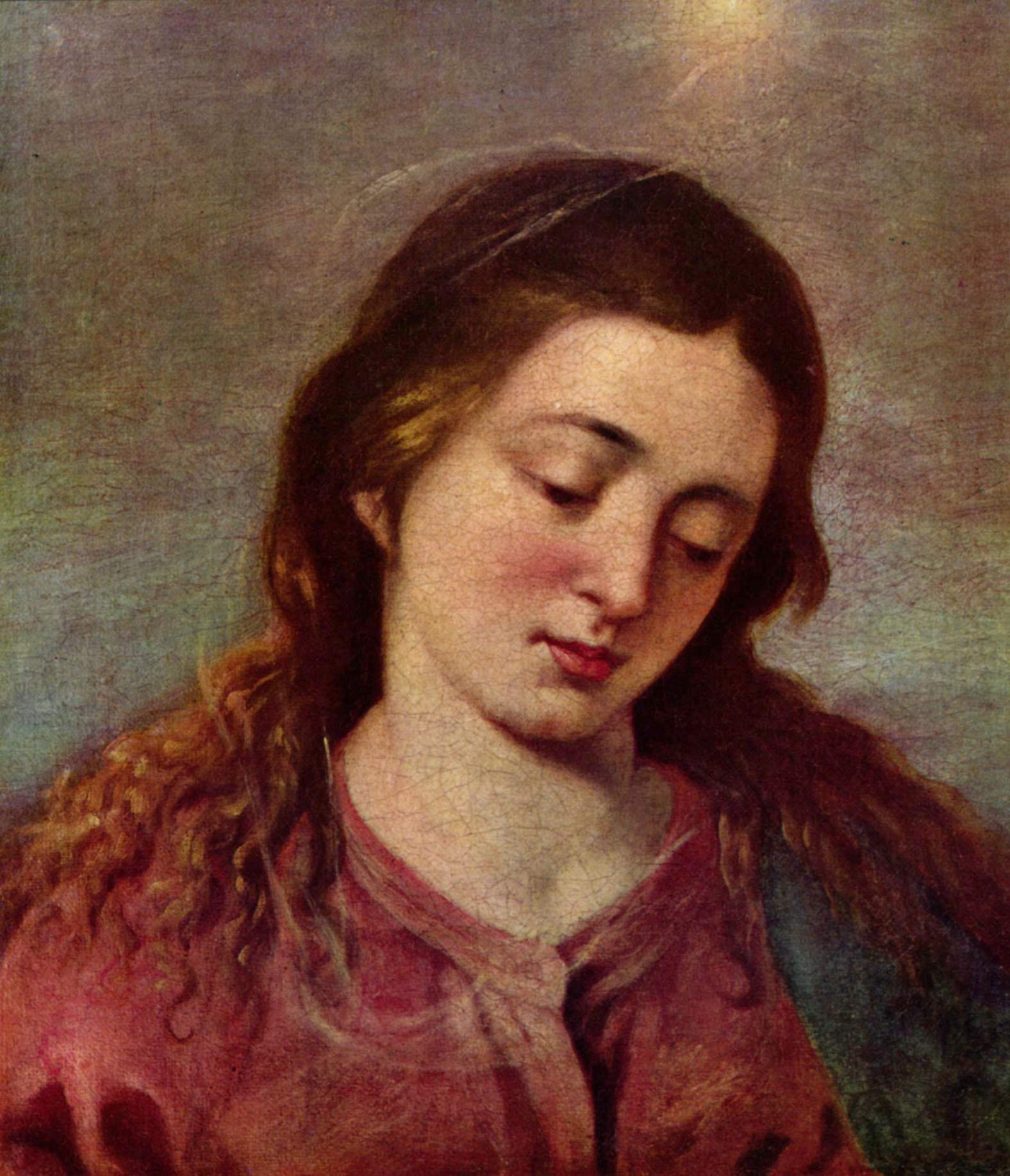
Maria, Museu Magyar
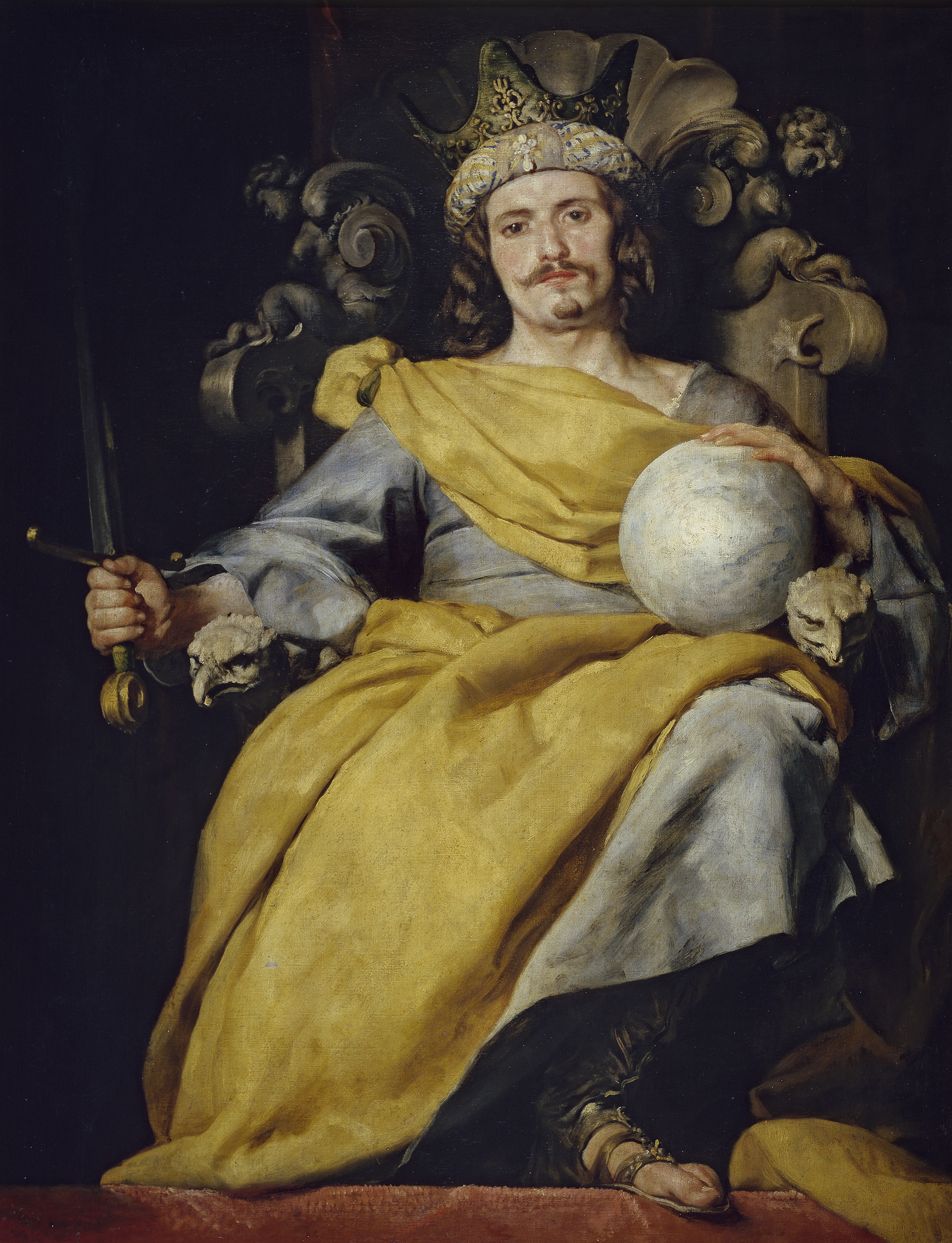
Rei Espanhol, Museu do Prado, Madrid.
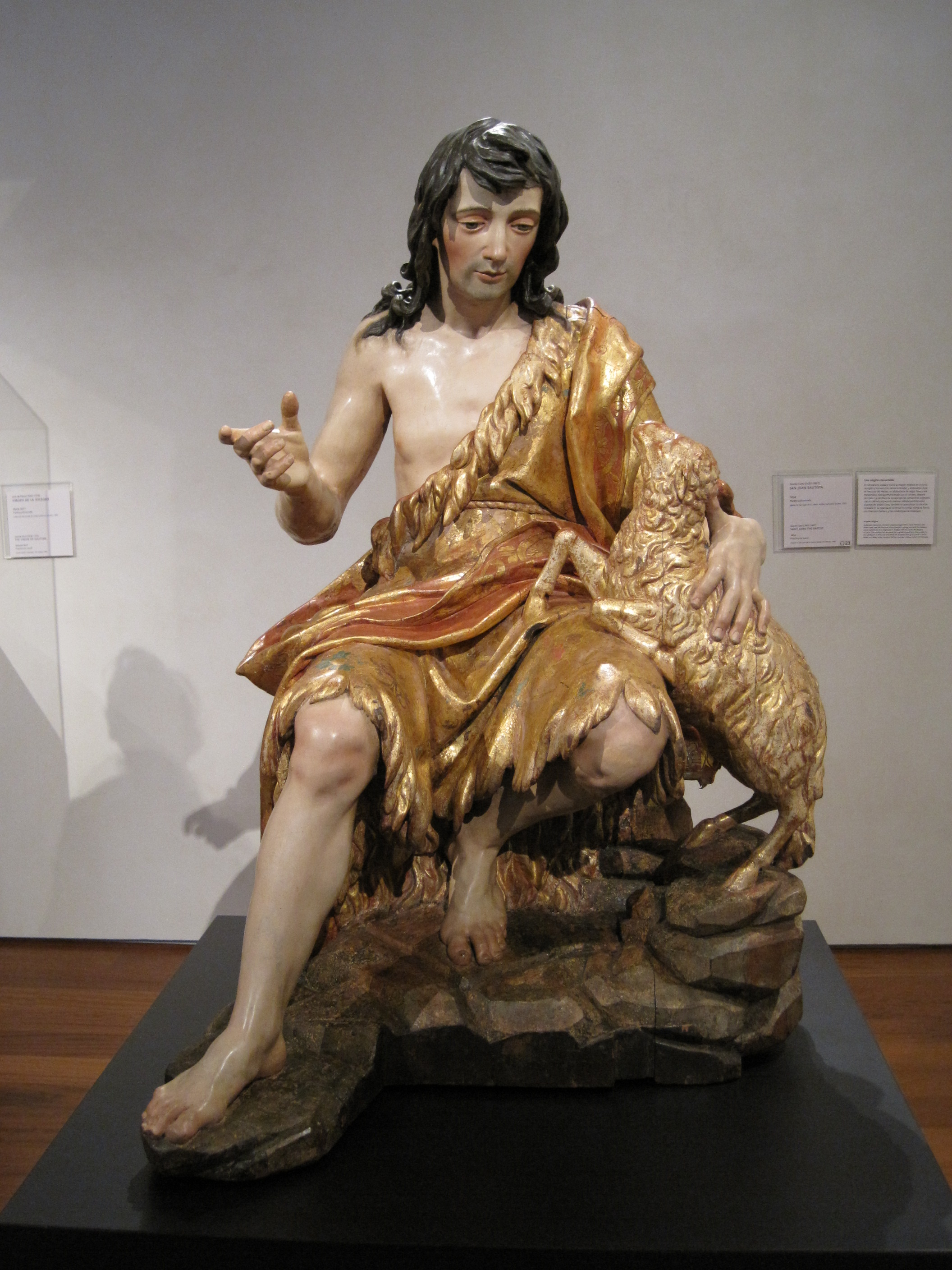
São João Batista, Museu Nacional Colégio de São Gregório (Valladolid.
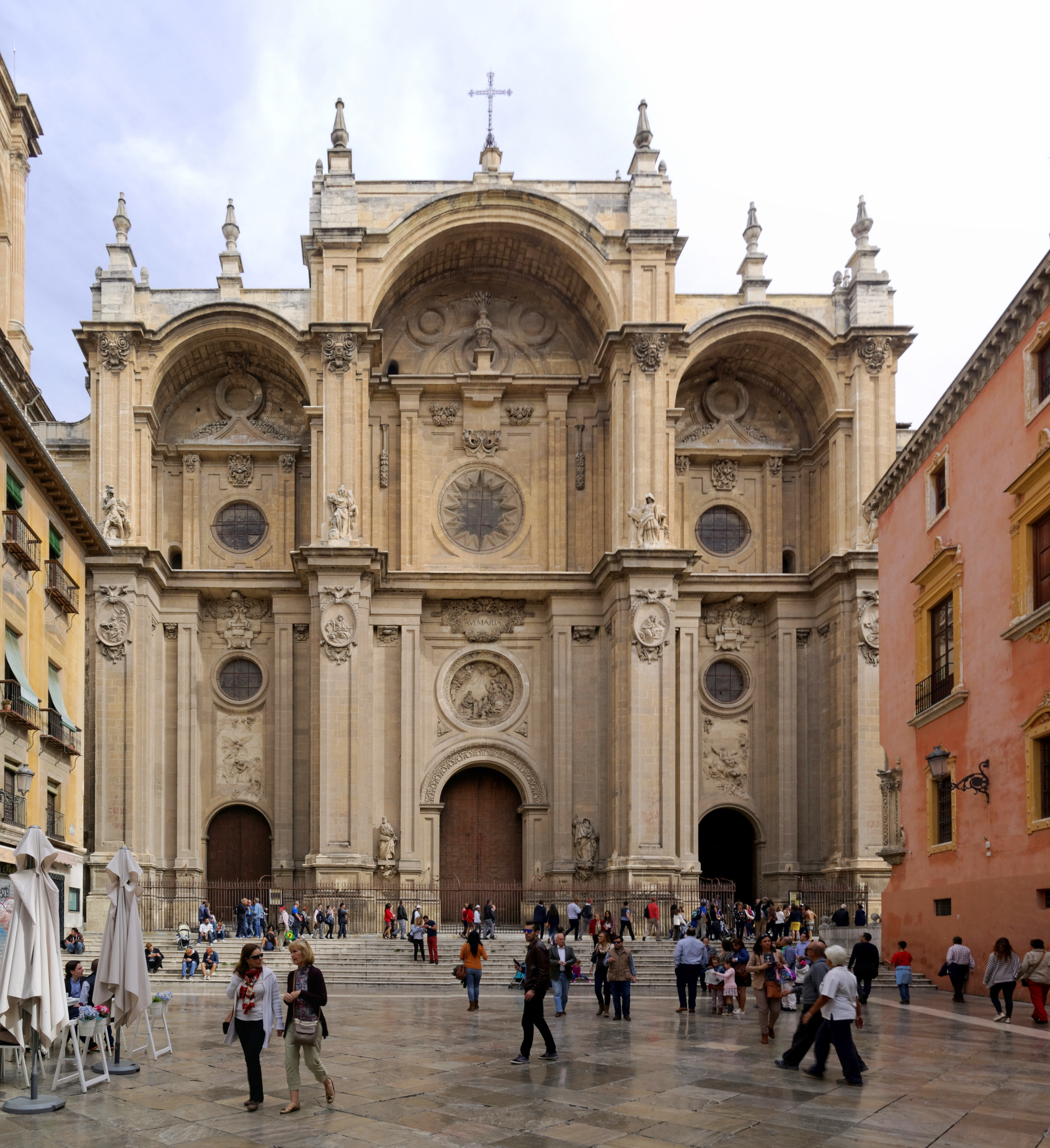
Catedral de Granada.Fachada.
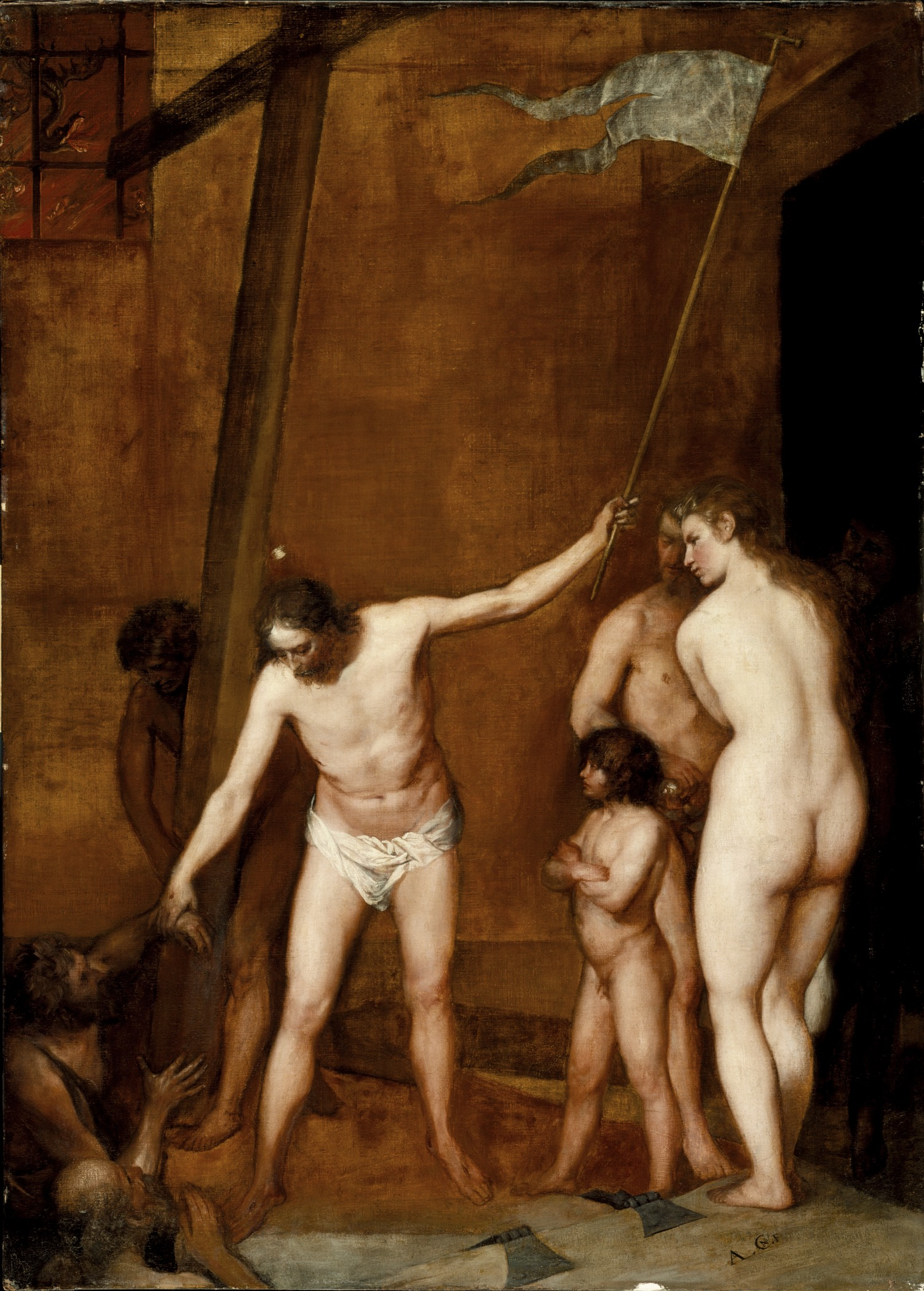
Descenso al Seno de Abraham, County Museum, Los Angeles.